# Doetinchem (stad)
Doetinchem (uitspraakⓘ) (Nedersaksisch: zowel Deutekem als Durkum of Dörkum), soms uitgesproken en soms ook geschreven als Deutekom, is een stad aan de Oude IJssel, gelegen in de Achterhoek in de Nederlandse provincie Gelderland, en hoofdplaats van de gemeente Doetinchem.

## Geschiedenis
De oudste vermelding van Doetinchem dateert uit 838 als villa Duetinghem, een kleine nederzetting of domeinhof met een kerk. In de periode na 838 ontstond een bescheiden marktplaats Deutinkem met een kerk die ten geschenke werd gegeven aan de toenmalige bisschop van Utrecht. Andere naamvarianten die in de loop van de tijd gebruikt werden, waren Duttichem, Duichingen, Dotekom en Deutekom. De naam is typisch voor de Karolingische periode en is afgeleid van de persoonsnaam Doete + de suffix ‘inga’ (mensen van) en ‘heem’ (woonplaats): de woonplaats van de lieden van Doete.

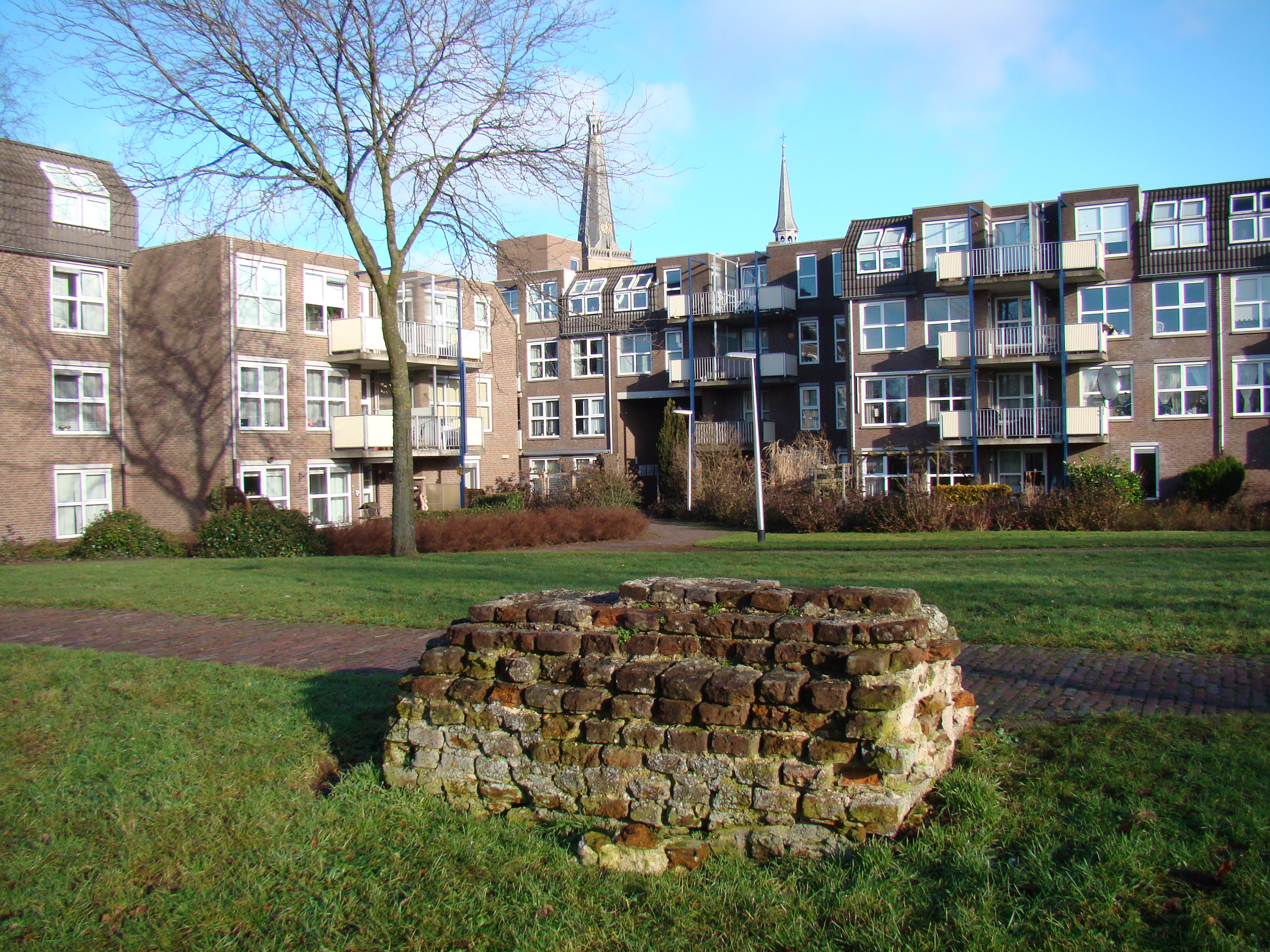
Restant stadsmuur, gaswal

Rond 1200 begon Doetinchem te groeien, en werd een omwalling met gracht aangelegd. In 1230 kreeg de plaats marktrechten en in 1236 kreeg Doetinchem stadsrechten van graaf Otto II van Gelre en Zutphen. De stadsrechtverlening maakte deel uit van de grafelijke politiek om omwalde marktplaatsen aan de grenzen van het grafelijk territorium economisch te stimuleren. Ook Lochem (1233) en Doesburg (1237) kregen in het Zutphense graafschap stadsrechten naar model van hoofdstad Zutphen die in 1194/95 stadsrechten ontving.
Doetinchem werd belangrijk als handelsplaats voor boeren die er hun koopwaar op de markt kwamen verkopen. Deze markt werd gehouden op het Simonsplein en tot aan de Tweede Wereldoorlog bleef deze bestaan. Doetinchem was een van de vijf stemhebbende steden binnen de Staten van het kwartier Zutphen. Een grote stadsbrand in 1527 vernietigde bijna alle gegevens van Doetinchem. Over Doetinchem uit de Middeleeuwen is hierdoor niet veel bekend. Uit archeologisch en bouwhistorisch onderzoek is bekend dat er nog lang houten huizen (houtskeletbouw) op stenen funderingen stonden, en dat maakte de stad nog lang brandgevaarlijk.

### Omwalling en stadsmuur
De Doetinchemse omwalling kreeg in de loop van de veertiende eeuw vier grote bakstenen stadspoorten: de Hamburgerpoort, de Waterpoort, de Gruitpoort (ook wel Grutpoort) en de Hezenpoort. In de 16e eeuw werden er voorpoorten gemaakt. De bakstenen stadsmuur verving in de loop van de veertiende eeuw de oude aarden omwalling.
Tot het einde van de negentiende eeuw lag de stad binnen de middeleeuwse omwalling. In de tweede helft van de 19e eeuw werden de poorten gesloopt en werd een groot deel van de stadswal ontmanteld. De fundamenten van de stadsmuur uit de 15e eeuw zijn gedeeltelijk nog aanwezig in de grond, en waren aan de voet ongeveer anderhalf meter breed.

### Tachtigjarige Oorlog
In de Tachtigjarige Oorlog werd Doetinchem al in 1572 aan Staatse zijde gebracht maar de Spanjaarden namen de stad in 1598 in. In 1599 werd de stad weer heroverd en bleef in handen van de Staatse troepen. Toch werd Doetinchem geen vestingstad, zoals Bredevoort, Doesburg en Zutphen.
In 1672, het Rampjaar, namen de Franse troepen onder Lodewijk XIV de stad in.

### In de Tweede Wereldoorlog
Ook de Tweede Wereldoorlog met de Hongerwinter leek Doetinchem goed door te komen. Er was gedurende de oorlogsjaren een kleine Duitse bezettingsmacht gelegerd. Op het eind van de oorlog werden enkele gevangenen geëxecuteerd als represaille voor een verzetsdaad, gepleegd bij het Veluwse dorp Putten toen een belangrijke Duitse officier werd doodgeschoten door het verzet. Ook werd het pand Bouchina gebruikt om negen Nederlandse Joden, die speciale bescherming genoten van de NSB, in te huisvesten.
Vlak voor de bevrijding bombardeerden op 19, 21 en 23 maart geallieerde vliegtuigen het historische centrum van de stad. Daarbij werden 120 gebouwen verwoest en vielen er 143 doden en honderden gewonden. De toedracht blijft ondanks verschillende verklaringen onzeker. Amateurhistoricus Hendrik Land meent op basis van archieven van het Air Force Historical Research Agency in Alabama dat het bombardement van 23 maart door een Amerikaanse bommenwerper werd uitgevoerd. Die verklaring wordt ondersteund door de vondst van een Amerikaanse bom in 1973. De bombardementen van 19 en 21 maart werden waarschijnlijk door Britten uitgevoerd. Het eerste bombardement zou strategische doelen (een vliegtuigonderdelenfabriek en een verbindingspost) hebben gehad, aangewezen door het verzet. Het tweede zou een vergissing zijn geweest, waarbij piloten Doetinchem voor het 20 kilometer verder gelegen Duitse Anholt en Isselburg zouden hebben aangezien. Ook bestaat er een verklaring dat Duitsers versterkingen in het stadje hadden aangebracht tegen de geallieerde opmars. De geallieerde bombardementen hadden de Duitsers moeten stoppen met het aanbrengen van versterkingen en hadden daarmee tevens een geallieerde doorgang moeten forceren. Het stadshart werd zwaar beschadigd, maar niet vernietigd. De Duitsers waren niet verjaagd maar verschansten zich tussen de puinhopen. Op 2 april werd na felle gevechten tussen de Duitsers en Canadezen het stadje bevrijd.

### Na de Tweede Wereldoorlog
Na de oorlog volgde de wederopbouw en groeide Doetinchem flink. De stad werd grootste plaats in de Achterhoek. Philips had er van 1947 tot 1995 een fabriek. Vredestein vestigde er al in 1934 een fietsbandenfabriek die na 1945 sterk zou worden vergroot en tot 2002 bleef produceren.
Begin 21e eeuw werden er nieuwe woonwijken gebouwd zoals Dichteren, Wijnbergen, Heelweg, Iseldoks en Vijverberg-Zuid.

## Monumenten

### Historische gebouwen
In Doetinchem staan enkele historische gebouwen. Uit de Middeleeuwen zijn er alleen nog kasteel de Slangenburg, de Sint Catharinakerk en het kasteeltje de Kelder; andere gebouwen zijn verwoest door de grote stadsbrand in 1527. Uit de 16e eeuw zijn nog twee gebouwen over: het huis aan de Hamburgerstraat en een gebouw aan de Waterstraat, maar uit de 17e eeuw zijn alle gebouwen vernietigd. Uit de 18e eeuw en 19e eeuw zijn enkele gebouwen bewaard gebleven, zoals het Stadsmuseum Doetinchem, Villa Ruimzicht en Villa Bouchina. In het stadscentrum zijn vrijwel geen gebouwen van voor de Tweede Wereldoorlog aanwezig. Het gehele centrum is op twee gevels na bij drie geallieerde luchtbombardementen (op 19, 21 en 23 maart 1945) weggevaagd. De Catharinakerk is na de oorlog herbouwd. Aan de Varsseveldseweg bevindt zich de Benninkmolen, een maalvaardige stellingmolen uit 1921 en aan de IJsselkade staat de Walmolen, een stellingmolen uit 1851.
Zie ook:
- Lijst van rijksmonumenten in Doetinchem
- Lijst van gemeentelijke monumenten in Doetinchem
- Lijst van oorlogsmonumenten in Doetinchem

### Monumenten

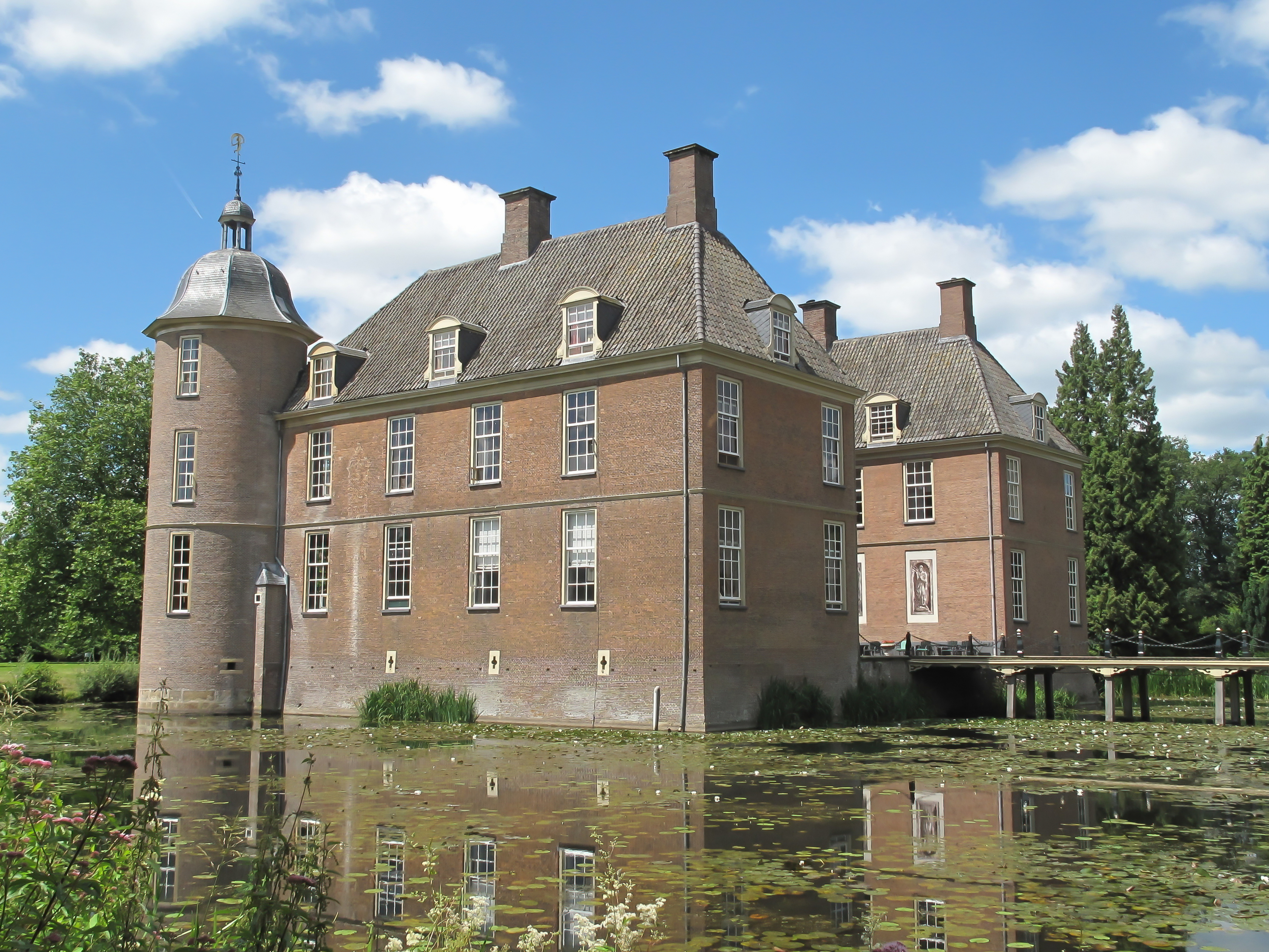
Kasteel Slangenburg
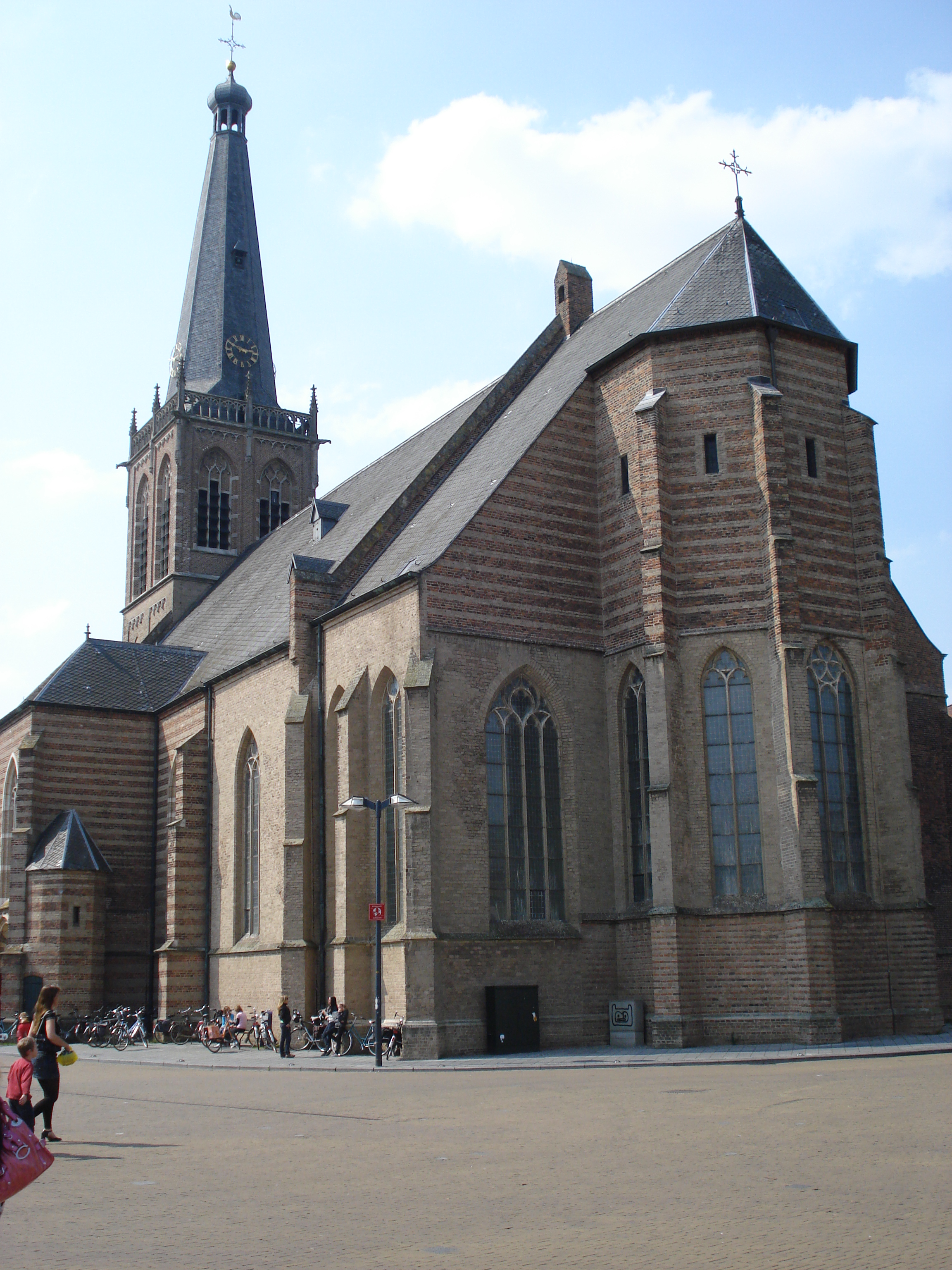
Sint Catharinakerk
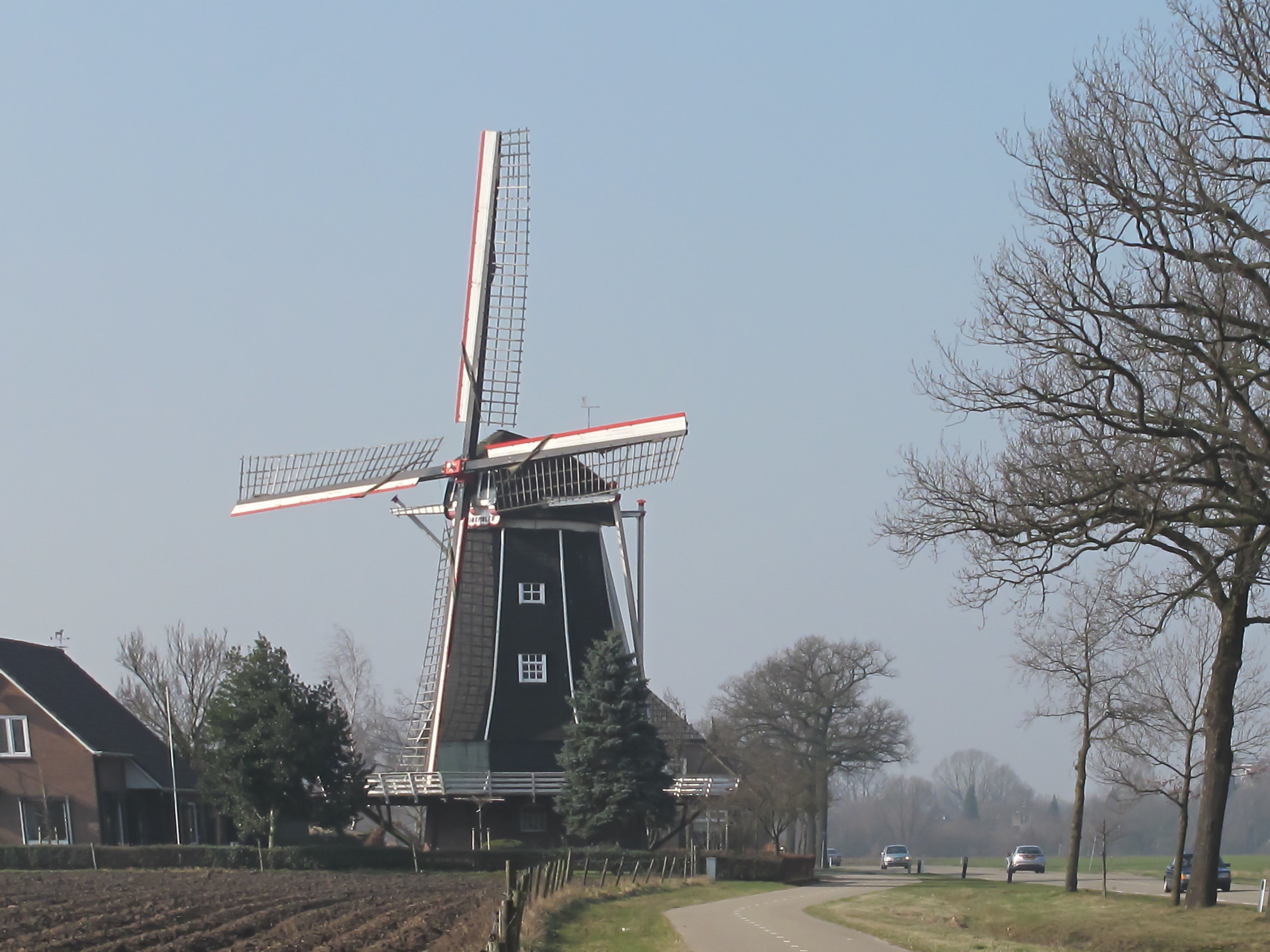
Benninkmolen
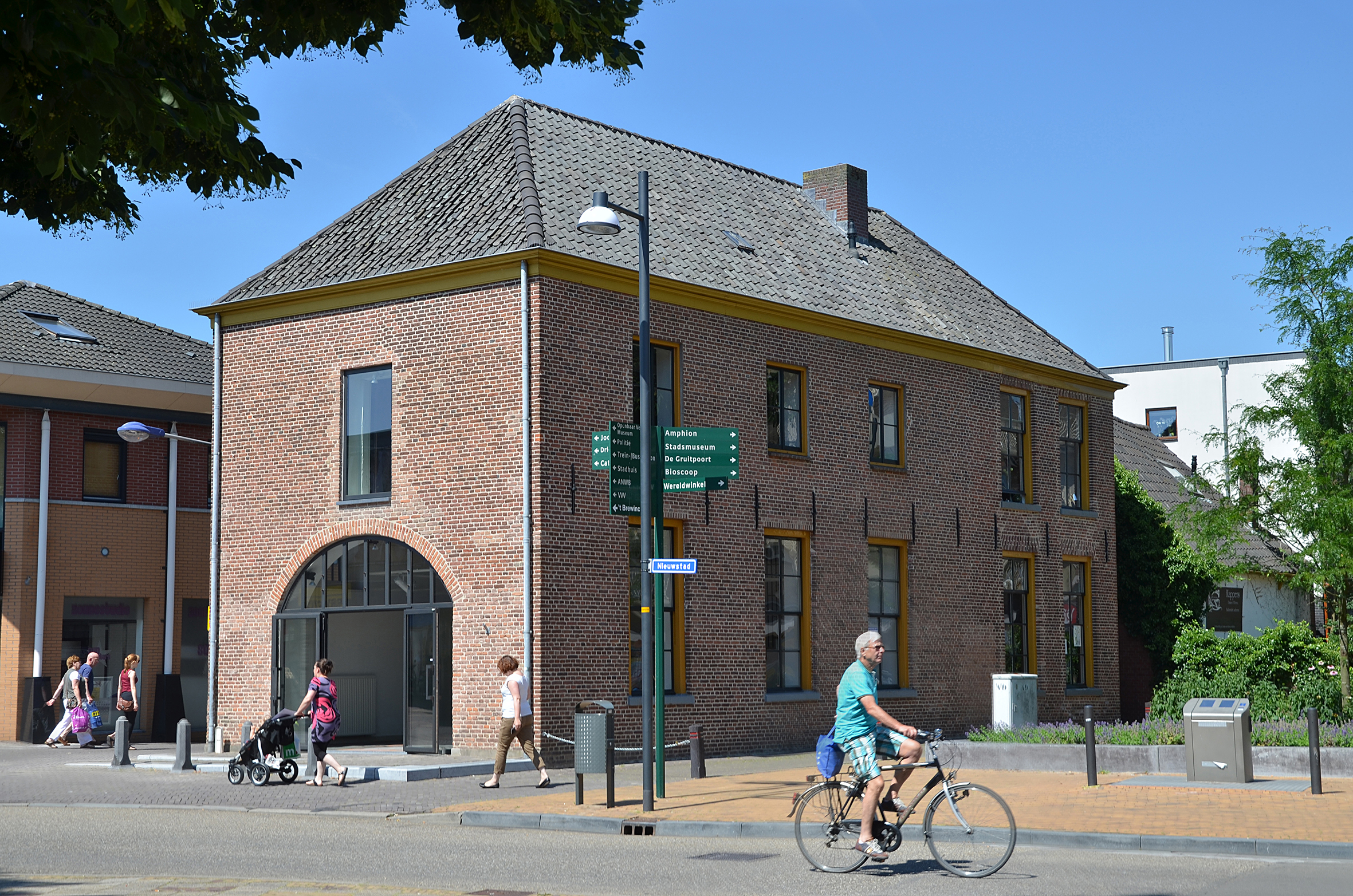
Oude gevangenis
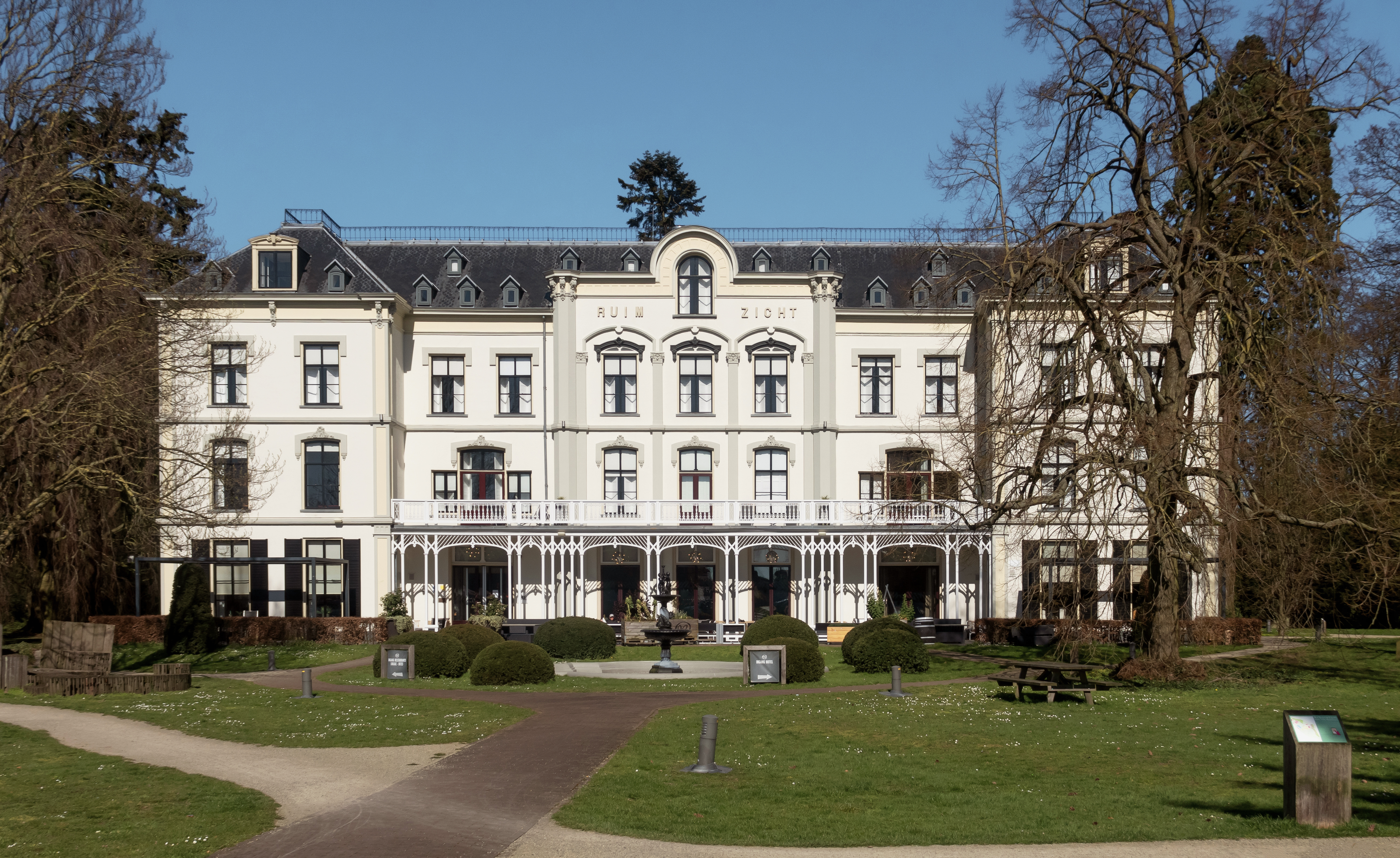
Villa Ruimzicht

## Masterplan Schil
Het gemeentebestuur heeft in 2007 besloten het gebied om het centrum, 'de schil van Doetinchem', te vernieuwen door nieuwbouw op lege plekken en herbouw van aftandse wijken. Aan de hand van het 'Masterplan Schil' moet onder andere de infrastructuur verbeterd worden, de Oude IJssel beter benut, meer ruimte gecreëerd om te wonen en werken en de historie van de stad beter tot uiting gebracht. De aanpak van achttien verschillende plekken in de stad is beschreven in het masterplan.

## Openbare voorzieningen

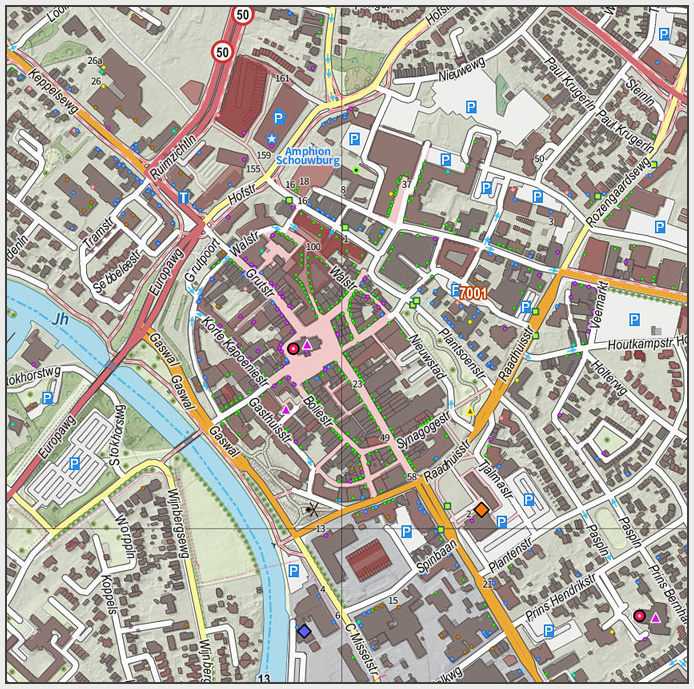
Kaart van het oude centrum: winkels zijn de groene stippen op de gebouwen.

Doetinchem is uitgegroeid tot het centrum van de Achterhoek. Veel Achterhoekers maken gebruik van de voorzieningen die de stad te bieden heeft zoals winkels, horeca, scholen, een bus-treinstation en het Slingeland Ziekenhuis. Daarnaast kent Doetinchem een aantal culturele voorzieningen zoals de schouwburg, de bioscoop en het filmhuis.

### Winkelcentrum
Het centrum van Doetinchem biedt een verscheidenheid van winkels, die veelal gelegen zijn in de hoofdwinkelstraten van Doetinchem. Hier zijn ook de grote winkelketens gevestigd. In de laatste jaren van het bestaan (tot en met 2007) was Warenhuis Huls het enige onafhankelijke warenhuis van Nederland. Om het winkelend publiek de ruimte te geven, zijn veel straten autovrij gemaakt: deze zijn roze op de kaart. Aan het begin van de 21e eeuw is de Catharinastraat tot winkelstraat ontwikkeld, hierbij werd ook in een parkeergarage voorzien. Meer winkelruimte is gecreëerd tussen de Walstraat en de Burgemeester van Nispenstraat.

### Markt

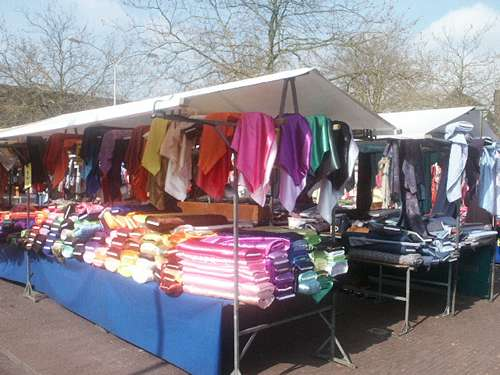
Textielmarkt

De markt in Doetinchem vindt wekelijks plaats op dinsdagmorgen en de volledige zaterdag. De locatie is het grote parkeerterrein achter het gemeentehuis.
De dinsdagmarkt is van oorsprong vooral een textielmarkt aangevuld met levensmiddelen. Later kwamen er op dinsdagmarkt ook kramen met ecologische of huishoudelijke producten/apparaten. De dinsdagmarkt was vroeger bijna drie keer zo groot als de zaterdagmarkt, waar het meer om het voedsel ging. De dinsdagmarkt is in de loop der jaren sterk teruggelopen.

### Scholen
Lijst van scholen met een artikel op Wikipedia
Sind 2021 zijn het Rietveld Lyceum, Ulenhofcollege en het St.-Ludgercollege samengevoegd in twee nieuwe scholen: het Houtkamp College en het Panora Lyceum.
- Panora Lyceum
- Houtkamp College
- Metzo College
- ROC het Graafschap College (mbo)

### Religie
Doetinchem heeft diverse kerkgebouwen en een moskee binnen haar grenzen. Zo is er in 2012 een moskee geopend aan de J.F. Kennedylaan. Daarnaast zijn er diverse protestantse en katholieke kerkgebouwen:
- Catharinakerk (Protestantse Kerk in Nederland)
- Driekoningenkapel (Protestantse Kerk in Nederland)
- Goede Herderkerk (Christelijke Gereformeerde Kerken)
- Heilige Geestkerk (Nederlandse Gereformeerde Kerken)
- Hofkerk (Gereformeerde Bond binnen de Protestantse Kerk in Nederland)
- Kruisbergkerk (Gereformeerde Gemeenten)
- Paskerk of Onze-Lieve-Vrouw-ten-Hemelopnemingskerk (Rooms-Katholieke Kerk)
- Predik het Evangelie (Pinkstergemeente, rijksmonument)
- De Wingerd (Protestantse Kerk in Nederland)

In het verleden was er een synagoge in Doetinchem aan de Waterstraat. Deze is in de Tweede Wereldoorlog bij een bombardement verwoest. Er is nog wel een Joodse begraafplaats in Doetinchem.

## Economie
Grote werkgevers in de industrie zijn de Papierfabriek en Partner in Petfood (PPF). Verder zijn het Slingeland Ziekenhuis en de Belastingdienst goed voor de lokale werkgelegenheid. Een recente ontwikkeling vormt het onderbrengen van kleinere bedrijven in de gebouwen van de voormalige gevangenis de Kruisberg. Voorheen bevond zich in de stad de Doetinchemse IJzergiertij NV, leverancier van vele gietijzeren lantaarnpalen in meerdere Nederlandse steden (o.a. Den Haag).

### Lokale media
Na eerdere initiatieven onder namen als IJsselstad (1995) en LOD, startte in 2000 de Stadsomroep Doetinchem met radio en wekelijkse tv-uitzendingen. In 2005 kwam uit deze omroep een van de eerste commerciële regionale omroepen van Nederland voort onder de naam Graafschap TV. Het bracht dagelijks gepresenteerde programma's, geproduceerd door het eigen productiehuis Zinopsis Audiovisuele Producties. Na de uitbreiding van het uitzendgebied met de Veluwe onder de naam Gelre TV, kwam Graafschap TV in financiële problemen en ging in 2010 failliet. Het bedrijf maakte een doorstart onder de naam Focuz TV, dat enkele jaren later eveneens failliet ging.
In 2008 werd Gelre FM de officiële lokale (radio-)omroep voor de gemeente Doetinchem. In 2011 werd de vergunning overgenomen door Optimaal FM uit Wehl. Deze is via de kabel bij UPC te ontvangen in Oost-Gelderland.
Het regionale nieuws is vooral te vinden in De Gelderlander. De Gelderlander heeft voor de Achterhoek een eigen editie van het dagblad.

## Cultuur

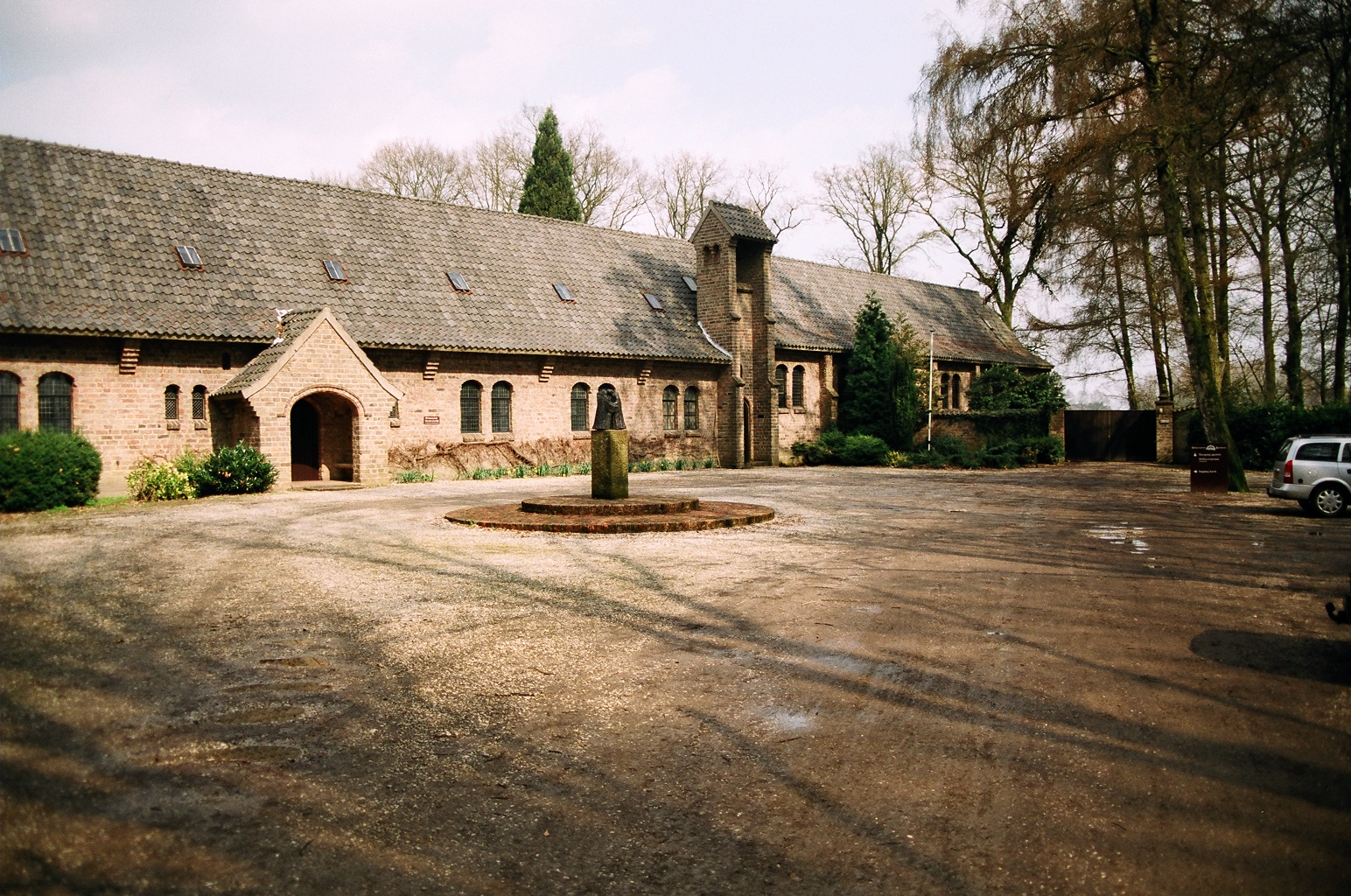
Sint-Willibrordabdij

In Doetinchem zijn onder meer de volgende culturele voorzieningen:
- Het theater van Schouwburg Amphion, dat in 2012, 2016, 2017 en 2019 door de Vereniging Vrije Theaterproducenten uitgeroepen is tot beste theater van Nederland.
- Filmhuis in de Gruitpoort, waar onder andere ook het Doetinchemse jongerencentrum JC DTC in gevestigd is, onderdeel van Amphion Cultuurbedrijf.
- Project 'Lang Leve Kunst en Noaberschap', kunst voor en met ouderen, dat ook onder Amphion Cultuurbedrijf valt.
- Muziekschool, die ook deel uitmaakt van Amphion Cultuurbedrijf.
- Stadsmuseum (vaste collectie, wisselende exposities en een grote stadsmaquette van Doetinchem anno 1945)
- Kunstuitleen, in het Stadsmuseum
- Volksuniversiteit

Het oude Brewinc, een vroegere school, dient sinds september 2011 als cultureel centrum. Hierin zijn de volgende culturele voorzieningen gevestigd:
- Openbare bibliotheek
- Staring Instituut (centrum voor het streekeigene van de Achterhoek)
- Erfgoedcentrum Achterhoek en Liemers (Streekarchief)
- Speel-o-theek

### Manifestaties
Er zijn festivals en culturele evenementen in Doetinchem te bezoeken. Culturele manifestaties die jaarlijks worden gehouden:
- Stadsfeest Doetinchem met muziekacts op verschillende plaatsen in het centrum, de kermis, eet- en drinktentjes, een overkapping over het Simonsplein in samenwerking.[8]
- Straattheaterfestival Buitengewoon met een scala aan kleine en grote straattheatergezelschappen die tijdens een aantal dagen optreden in de binnenstad .
- Festival Achterland (voorheen De Parkparade) dat De Bleek tijdens Pinksteren als basis heeft voor een vierdaags (gratis) muziek en theaterfestival.
- Kunstroute Doetinchem met beeldende kunstenaars die in eigen atelier of in expositieruimtes hedendaagse beeldende kunst tonen.

### D-toren

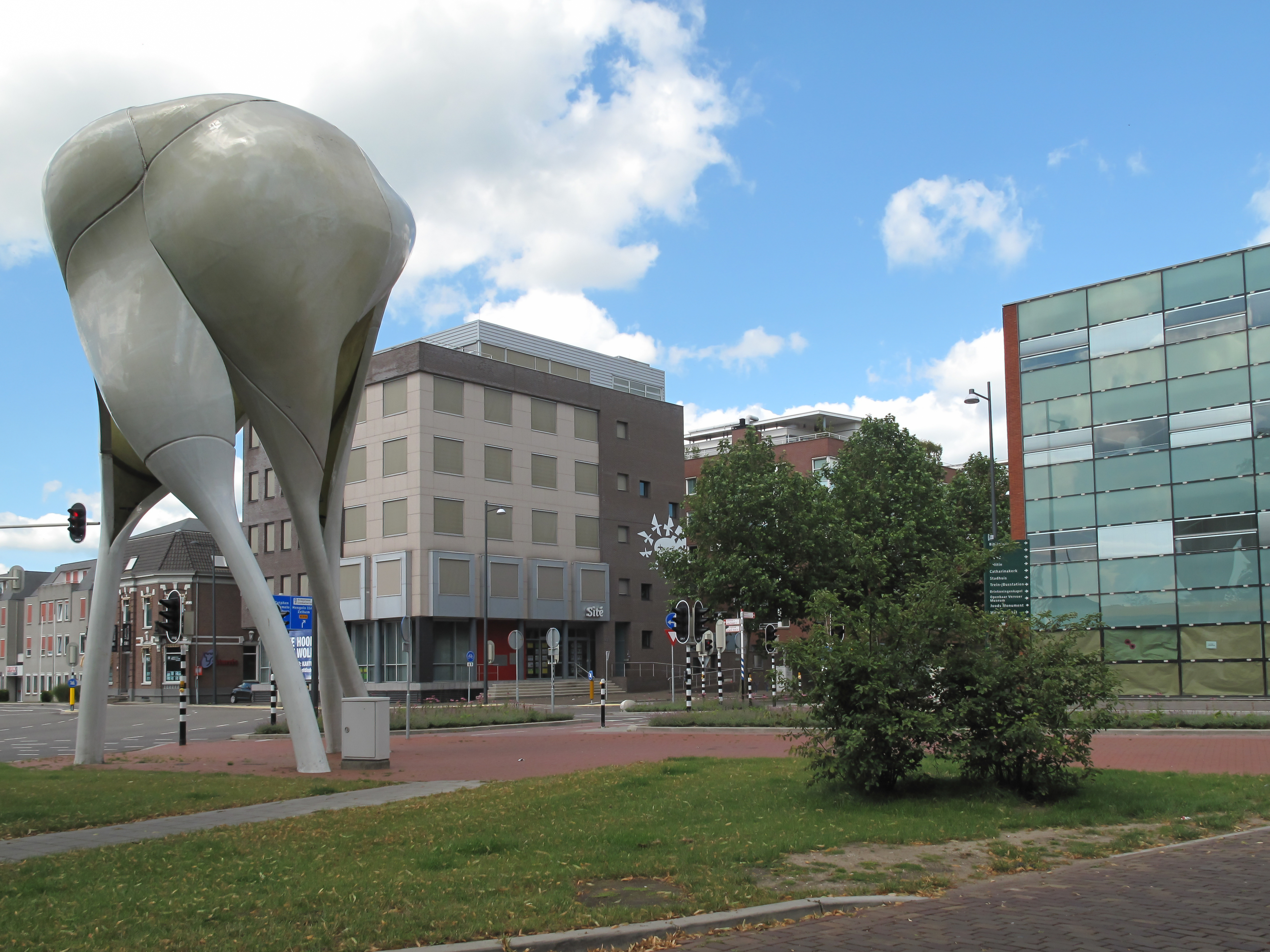
D-toren overdag

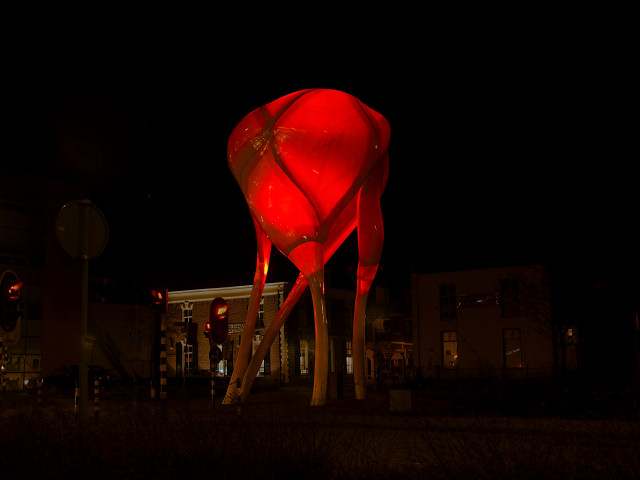
D-toren in het rood

In 2004 werd kunstconcept D-toren in gebruik gesteld, een deel van een plan om op drukke kruispunten in het centrum van de stad vijf verschillende kunsttorens te bouwen. De D-toren is tot nu toe de enige, en is Doetinchems bekendste en meest controversiële beeld. Het is een twaalf meter hoog interactief kunstwerk gemaakt van epoxy. De D-toren is ontworpen door de kunstenaar Q.S. Serafijn en architect Lars Spuybroek. De vorm van de D-toren doet wel wat denken aan een grote kies. Overdag is het kunstwerk witgrijs van kleur maar 's avonds wordt de toren door middel van leds verlicht. De D-toren kan in vier verschillende kleuren branden. Elke kleur correspondeert met de actuele gemoedsstemming, van vijftig Doetinchemse burgers. Inwoners van Doetinchem kunnen zich inschrijven via een speciale site, waar ze elke twee dagen vier vragen moeten beantwoorden. Deze antwoorden worden verzameld in een database en dan wordt de gemiddelde uitkomst berekend en deze bepaalt de kleur die de D-toren krijgt.

## Uitgaansleven
In de stad zijn cafés, dancings en eetgelegenheden te vinden, onder andere rondom de Catharinakerk, op het Simonsplein, bij de oude veemarkt. De Grutstraat vormt al jaren de horecastraat, daar is een stads(bier)brouwerij gevestigd, die eveneens dient als Grand Café.

### Prostitutie
Doetinchem heeft een raamprostitutiegebied aan de Roerstraat, waar ook vele autosloperijen gevestigd zitten. Sinds de beëindiging van de prostitutie in het Arnhemse Spijkerkwartier in januari 2006 is zowel het aanbod als de klandizie toegenomen.
Een rapport uit 2012 stelt dat de prostitutie hier plaatsvindt in een overdekte hal, waarvoor bij binnenkomst entree betaald moet worden.

### Coffeeshops
Doetinchem heeft een gemeentelijk softdrugsbeleid met ruimte voor vijf coffeeshops (maximumstelsel) waar gewerkt wordt met gedoogbeschikkingen en exploitatievergunningen. In 2011 werden vier van de vijf coffeeshops gesloten vanwege problemen met de fiscus. Alleen het Rotterdammertje (aan de Varsseveldseweg) bleef open. Er ontstond daar overlast vanwege de toegenomen klandizie als gevolg van de sluiting van de andere panden. Sinds 2015 is er weer een coffeeshop in Doetinchem genaamd Diamond. Het Rotterdammetje is per 9 maart 2017 gesloten, omdat de exploitatievergunning verlopen was en toen er werd gekeken naar een verlenging de voorwaarden niet goed waren.

## Sport

### Sportaccommodaties
De gemeente Doetinchem beschikt over elf sportaccommodaties. In de stad Doetinchem bevindt zich Sportcentrum Rozengaarde dat onder meer beschikt over zwembaden en glijbanen en andere recreatie mogelijkheden. Een bijzondere accommodatie is De Vijverberg, het stadion van BV De Graafschap met bijna 12.700 zitplaatsen. Sportpark Zuid is een groot terrein in het zuidelijke deel van de stad, met uitgebreide sportvoorzieningen en de thuisbasis van diverse sportverenigingen.
Sportpark de Bezelhorst is ook een grote accommodatie. Hier zijn voetbalvelden, een atletiekbaan, tennisbanen en voetbalvelden voor de Graafschap.

### Sportverenigingen
In de gemeente Doetinchem zijn ongeveer 130 sportverenigingen actief. De gebruikelijke sporten zijn allemaal vertegenwoordigd. Enkele bijzondere verenigingen zijn:
- De heren van volleybalvereniging Orion spelen in de hoogste nationale competitie A-League, vergelijkbaar met de eredivisie voetbal. De dames van volleybalvereniging Orion werden in de jaren tachtig nationaal kampioen.
- Handbalvereniging Artemis komt uit in de op een na hoogste landelijke klasse.
- In 1937 en 1949 werden in voormalig zwembad Groenendaal de nationale zwemkampioenschappen gehouden. Het hoog aangeschreven waterpolotoernooi om de Horthy-bokaal vond in die jaren eveneens in Doetinchem plaats. Anno 2007 boekt zwemvereniging NDD successen op zowel Gelderse als nationale kampioenschappen.
- Atletiekvereniging Argo organiseert jaarlijks een estafetteloop in mei en een Halve Marathon in oktober.
- Overige sportverenigingen: basketbalvereniging Becege, de wielrenvereniging R&TV De Zwaluwen, hockeyclub DHC, rugbyclub Wild Rovers, badmintonclub Phido, korfbalvereniging Olympus '58, gymnastiekvereniging Ypsilon, IJsvereniging Doetinchem '96 en een viertal (amateur)voetbalverenigingen, te weten DZC '68, Viod, vv Doetinchem en S.V.D.W.'75. Verder zijn er boksclub COB Doetinchem, Stichting Triathlon Doetinchem, Onderwatersportvereniging Doetinchem, Fietscrossclub De IJsselcrossers Doetinchem.

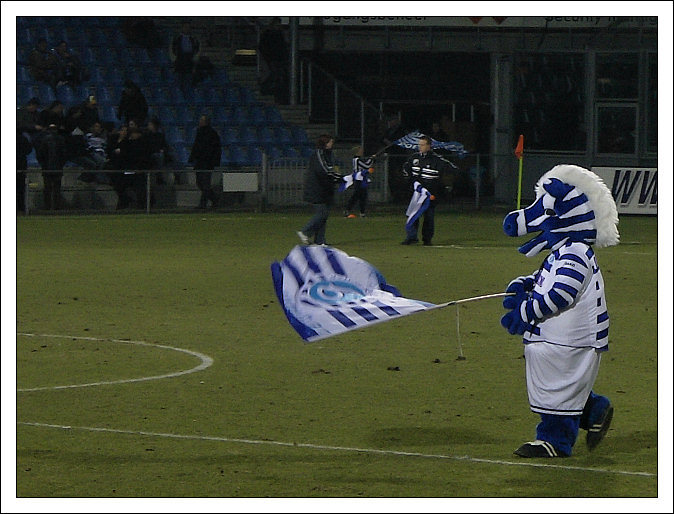
Graafschapmascotte

### Betaald voetbal
Met BV De Graafschap heeft Doetinchem een betaaldvoetbalclub binnen de gemeentegrenzen. Het stadion De Vijverberg, dat gelegen is in het zuidoosten van de stad, vormt de thuisbasis van de Superboeren.

### Sportevenementen
In april/mei wordt jaarlijks de avondvierdaagse gehouden. Ook is er de Achterhoekse Wandelvierdaagse die vanuit Doetinchem wordt gelopen. Daarnaast worden er regelmatig (inter)nationale sportevenementen gehouden in Doetinchem. Zo was de stad in 2005 gaststad van het FIFA WK voetbal tot 20. Doetinchem was speelstad voor de landen Spanje, Honduras, Marokko en Chili voor de poulewedstrijden. Tevens werden er twee wedstrijden gespeeld in de achtste finale Nederland - Chili en Nigeria - Oekraïne. De stad was ook kandidaat voor het EK onder 20 in 2007. De voorkeur van de UEFA en de KNVB ging echter uit naar Arnhem en Nijmegen. Ook op volleybalgebied is Doetinchem vaak gastheer voor internationale wedstrijden. Zo werden er in Doetinchem enkele Europa Cupwedstrijden gespeeld.

## Natuur en recreatie
In de gemeente Doetinchem liggen verschillende natuurgebieden. In het westen van de gemeente liggen de Kruisbergse bossen. In het oosten het bosgebied, met het gelijknamige kasteel de Slangenburg. Verder zijn er ook veel parken in de stad zelf, waar park Overstegen de grootste van is. Ten zuidwesten van de gemeente ligt het natuurgebied Montferland.

### Geologie
Onder Doetinchem ten zuiden van de Oude IJssel ligt zware rivierklei. Onder de laag rivierklei ligt waarschijnlijk zand. Het noorden van de stad ligt op een rivierduin die bestaat uit zand, wat nog te herkennen is aan de lichte hoogteverschillen aldaar.

### Wateren
Ten zuiden van het centrum van Doetinchem stroomt een rivier: de Oude IJssel. Er zijn zes bruggen over de rivier: drie voor autoverkeer (de Energiebrug, de Europabrug en de Wijnbergsebrug), een voor treinen en twee voor fietsers. Daarnaast zijn er twee beken: de Slingebeek en de Rode- of Grotebeek.

#### Jachthaven De Ank
Bij het centrum van Doetinchem bevindt zich een jachthaven aan de zuidelijke zijde van de Oude IJssel.

## Verkeer en vervoer

### Autoverkeer
Doetinchem is gelegen aan de A18. De snelweg kent bij Doetinchem drie aansluitingen, namelijk:
- 2: Wehl
- 3: Doetinchem
- 4: Doetinchem-Oost

Het centrum van Doetinchem beschikt onder andere over 3 parkeergarages en een groot betaald parkeerterrein (iets buiten het centrum gelegen), genaamd De Varkensweide. Sinds 1 juli 2006 is het hele gebied rond het centrum betaald parkeren geworden.
Dinsdag 14 juli 2015 is de Oostelijke Randweg opengegaan, die maakt een einde aan alle files in het centrum. De weg wordt onderdeel van de N315.

### Fiets
- Er lopen verschillende fietspaden naar de stad toe. De stad zelf is voor fietsers gemakkelijk toegankelijk. De oudste brug over de Oude IJssel is enkele tientallen jaren geleden gerestaureerd en er is een fietsbrug van gemaakt.

### Openbaar vervoer

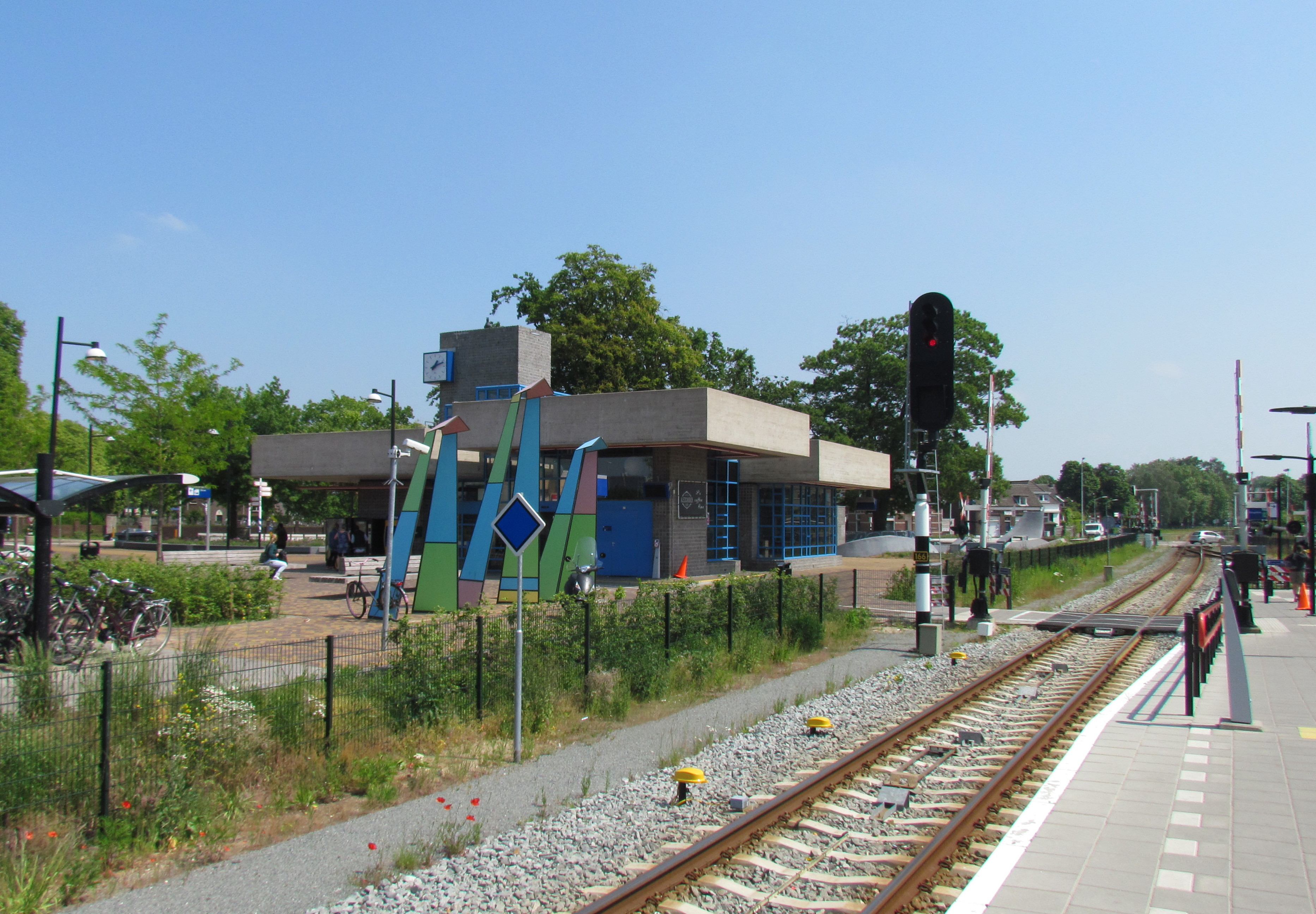
Station Doetinchem in 2018

- De Geldersche Tramweg-Maatschappij (GTM), gevestigd te Doetinchem, werd opgericht op 2 maart 1881 en opende zijn eerste tramlijn Doetinchem – Dieren op 27 juni 1881. Deze lijn werd aan beide kanten verlengd, zodat in 1903 de lijn Velp – Dieren – Doetinchem – Terborg – Gendringen – Isselburg-Anholt bestond. Doetinchem was nu per stoomtram met de buitenwereld verbonden. Vlak buiten de oude stad, voor de afgebroken Gruitpoort (ook wel Grutpoort) werd een tramstation en onderhoudswerkplaats gebouwd. In 1907 werd de tramlijn Zutphen – Emmerik geopend. De laatste tram reed op 31 augustus 1957. Veel over de geschiedenis van het Gelders openbaar vervoer is te vinden in het Openbaar Vervoer & Speelgoed Museum aan de Stationsstraat 50 in Doetinchem. Van 1999 tot 2013 hield ov-maatschappij Syntus kantoor in Doetinchem.
- Bus: Het busvervoer wordt sinds eind 2010 verzorgd door Arriva en bestrijkt grote delen van de stad zelf. Een tweetal lijnen wordt gezamenlijk met Hermes onder de naam Breng gereden.
- Trein: De treinen worden verzorgd door Arriva en Hermes (laatstgenoemde onder de naam Breng). Station Doetinchem ligt ten zuiden van het Doetinchemse centrum. Verder bestaat er een tweede station, station Doetinchem De Huet in de gelijknamige wijk De Huet. Tot in de jaren 80 bestond er (toen station De Huet nog niet bestond) een station aan de rand van de wijk De Hoop, in de richting van Wijnbergen, namelijk station Doetinchem West. Dit station lag pal naast de spoorbrug over de Oude IJssel, het voormalige stationsgebouw doet dienst als kantoorpand.